# Maycon Rogerio Silva Calijuri
Maycon Rogerio Silva Calijuri, meglio noto come Maycon (Jaboticabal, 6 giugno 1986), è un ex calciatore brasiliano, di ruolo attaccante.

## Carriera
Cresciuto nei vivai di América-SP, Vitória, Santos e Fluminense, inizia la carriera professionistica nel 2006 con l'URT e successivamente gioca nell'Extrema FC.
Nel 2008 si trasferisce in Bielorussia dove gioca per due stagioni nel Homel’, realizzando 18 reti in 44 presenze. Nel 2010 passa al Jagiellonia Białystok in Polonia, ma trova poco spazio, venendo girato in prestito al Piast Gliwice, dove segna 6 gol in 25 partite.
Nel 2012 fa ritorno in Bielorussia al BATE Borisov, dove colleziona 2 presenze. L'anno seguente si trasferisce negli Emirati Arabi Uniti al Masafi Club, segnando 6 gol in 13 presenze.
Nel 2014 rientra in Brasile per giocare con l'Inter de Limeira (5 presenze). Nel biennio 2015-2016 si sposta in Thailandia, giocando per il Chiangmai FC (6 presenze, 1 gol) e per il Lampang FC (8 presenze, 1 gol).
Nel 2016 si accasa al Persiba Balikpapan, club della massima divisione indonesiana, con cui realizza 3 reti in 9 presenze. Tra 2017 e 2018 vive un periodo prolifico in Cambogia con il Boeung Ket, segnando 38 reti in 33 presenze.
Nel 2019 gioca con lo Shan United FC in Myanmar, totalizzando 9 reti in 11 gare, e conclude la carriera nello stesso anno con una breve esperienza in Malesia all'UiTM FC (1 presenza, 1 gol).